# 13. půlbrigáda Cizinecké legie
13. půlbrigáda Cizinecké legie (francouzsky 13e demi-brigade de Légion étrangère, zkratkou 13e DBLE, česky někdy také nazývaná „13. polobrigáda Cizinecké legie“) je pěchotní jednotka francouzské Cizinecké legie. V současných francouzských ozbrojených silách je jediným pravidelným útvarem nesoucím historické označení půlbrigáda.

## Dějiny
Vznikla v roce 1940 jako útvar přibližně v síle pěšího pluku o dvou praporech nasazený v bojích v Norsku. Po evakuaci jednotky do Británie a kapitulaci Francie se jednotka v rámci Forces françaises libres zúčastnila dalších bojů druhé světové války, během níž byla vyznamenána Ordre de la Libération. Po skončení války zůstala 13. půlbrigáda trvalou součástí Cizinecké legie, a zúčastnila se války v Indočíně, kde utrpěla těžké ztráty v bitvě u Dien Bien Phu, a posléze války v Alžírsku. V letech 1962 až 1977 byla součástí francouzských ozbrojených sil ve Francouzském Somálsku (v letech 1967-1977 známému jako Francouzské území Afarů a Isů) a později až do roku 2011 i na území nezávislého Džibutska, a její stav, podobně jako ostatních pěších pluků Francouzské armády, byl v této době zredukován na velitelství a čtyři roty.

## Současné složení

Zástava jednotky.

V současné době organizace půlbrigády, dislokované nyní ve Spojených arabských emirátech, odpovídá vševojskovému mechanizovanému samostatnému praporu. Skládá se, stejně jako další francouzské jednotky dislokované mimo území metropolitní Francie, z částí permanentních (velitelská a týlová rota, průzkumná eskadrona vybavená obrněnými vozy ERC 90, a dílenská rota) a z jednotek poskytovaných ostatními útvary Cizinecké legie, které se v podřízenosti 13e DBLE pravidelně po čtyřech měsících střídají.
Jde o:
- mechanizovanou pěší rotu, vybavenou obrněnými transportéry VAB a vozidly VLRA, pocházející buď od 2. pěšího pluku Cizinecké legie nebo 2. výsadkového pluku Cizinecké legie.
- ženijní rotu, kmenově náležející do stavu 1. nebo 2. ženijního pluku Cizinecké legie.

Tento systém rotace jednotek zajišťuje jak její nynější hlavní určení, kterou je výcvik jednotek v pouštním prostředí, tak i plnění role sekundární, zajištění bezpečnosti hostitelské země. V případě potřeby je možné početní stavy útvaru zvětšit přičleněním dalších rot.

### Významní příslušníci útvaru
- Marie Pierre Kœnig
- Pierre Messmer
- Otto Wagner